# Camp Elkanah
Camp Elkanah az Amerikai Egyesült Államok északnyugati részén, Oregon állam Union megyéjében elhelyezkedő önkormányzat nélküli település.